# Kakaramea
Kakaramea é uma cidade no sul de Taranaki, na Nova Zelândia. A Rodovia Estadual 3 passa por ela. Patea está a cerca de seis quilômetros ao sudeste, e Hawera está a cerca de vinte quilômetros para o noroeste.